# パラナ川
パラナ川 （パラナがわ、スペイン語: Río Paraná、ポルトガル語: Rio Paraná、グアラニー語:Ysyry Parana）は、ラプラタ川水系最大の川である。グアラニー語で「神の母」を意味する。

## 地理
全長4500kmのうち、パラグアイ川との合流点より上流2250kmはアルトパラナ川ともいい、パラナイバ川とグランディ川が南緯20度付近で合流したものである。全長のうち210km区間はブラジルとパラグアイの国境を流れる。途中アルゼンチンに入った後、アルゼンチンとウルグアイの国境を流れるウルグアイ川に合流する。
ラプラタ川へ流入するパラナ川の河口部には、幅64km、長さ160kmにも及ぶ巨大な三角州が作られており、11の水路といくつかの運河に分かれる。

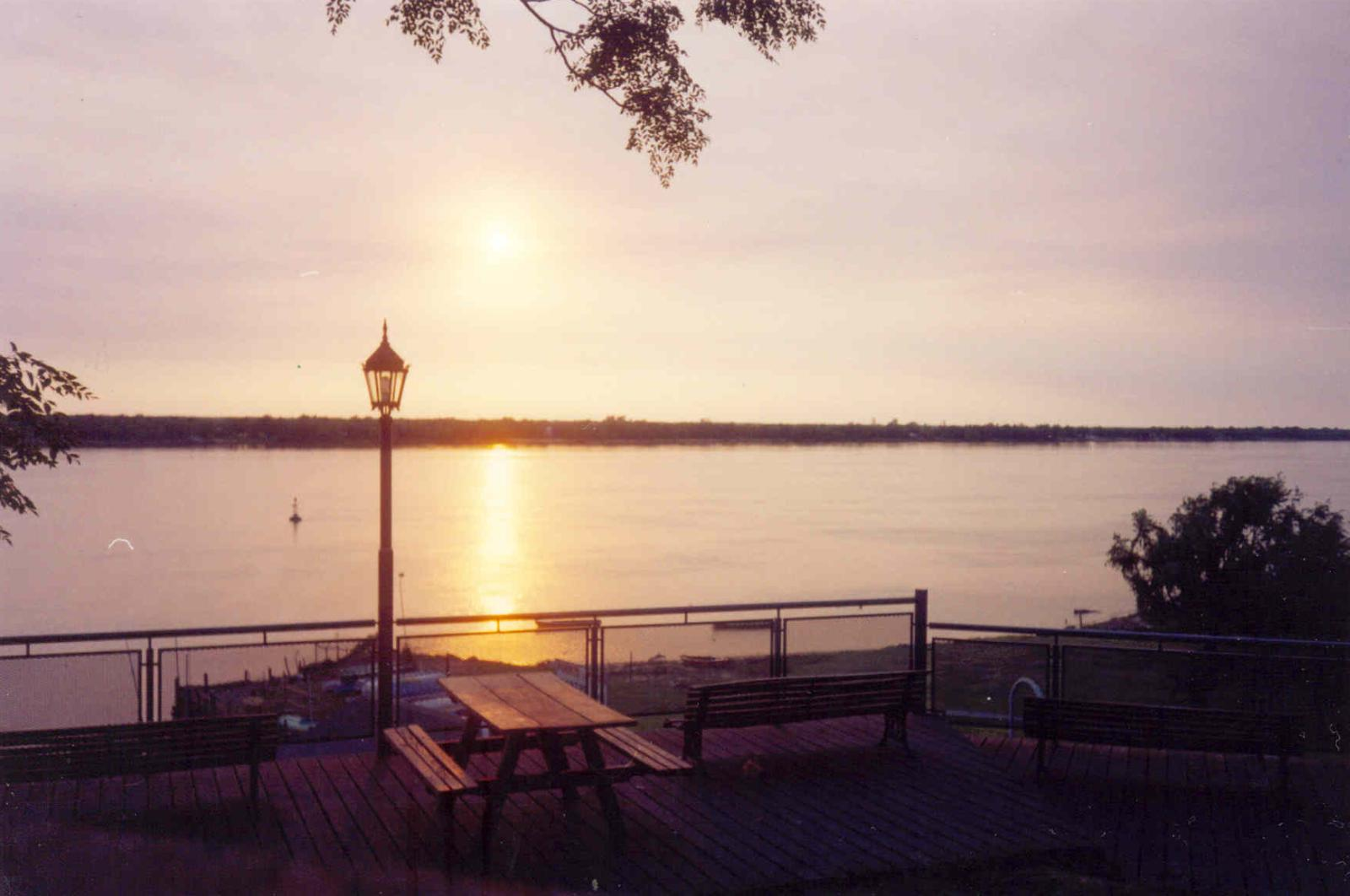
パラナ川、ロサリオから

## 生態系
上中流域の沿岸に湿地、河畔林と氾濫原が多く、一帯にはPeltophorum dubium、ナガエツルノゲイトウ、イペ、Nectandra falcifolia、Enterolobium contortisiliquumなどの植物が生え、アメリカヌマジカ、カッショクホエザル、ナントウヨツメオポッサム、オナガカワウソ、ミナミコアリクイ、タテガミオオカミ、ジャガー、ピューマ、バク、カピバラ、マザマジカ、クチジロペッカリーなどの哺乳類、ハゲガオホウカンチョウ、カモハクチョウ、ベニバシガモ、アカリュウキュウガモ、シロガオリュウキュウガモ、アメリカウズラシギ、コシジロウズラシギ、ヒメウズラシギ、オオキアシシギ、コキアシシギ、コシグロクサシギ、アメリカオグロシギ、オウギワシ、ヒメオウギワシなどの鳥類、クチビロカイマン、メガネカイマン、パラグアイカイマン、ミナミテグー、キイロアナコンダ、ムスラナ、バスラーミズモグリなどの爬虫類、ミナミアメリカハイギョ、ピンタード、タイガーショベルノーズキャットフィッシュ、ジャウーなどの魚類が生息している。ブラジルのパラナ州とマットグロッソ・ド・スル州のグランデ島国立公園は2017年に、アルゼンチンのチャコ州・レシステンシア付近のベルメホ川以南のチャコ湿地は2004年に、サンタフェ州のハーウカニガスは2001年にラムサール条約登録地となった。また、パラグアイとブラジル国境のイタイプダム湖周辺一帯は2017年にユネスコの生物圏保護区に指定された。
三角州には広大な湿地が広がり、クロアシシャクケイ、オナガカワウソ、ジョフロイネコ、カピバラ、ヌマヒメウソ、コシアカヒメウソ、ズグロハゲコウ、クチビロカイマン、アメリカヌマジカ、アルゼンチンヒメクイナ、クロエリハクチョウ、チリーフラミンゴ、ズグロガモなどが生息している。三角州は2000年にユネスコの生物圏保護区に指定され、サンタフェ州とエントレ・リオス州の三角州にあるプレデルタ国立公園とサンタ・フェ諸島国立公園は2015年に、ブエノスアイレスに近いのシエルボ・デ・ロス・パンタノス国立公園は2008年にラムサール条約登録地となった。

## 支流
- イグアス川
  - チンボー川
- パラグアイ川